# Saint-Aubin-le-Monial
Saint-Aubin-le-Monial település Franciaországban, Allier megyében. Lakosainak száma 266 fő (2022. január 1.). Saint-Aubin-le-Monial Bourbon-l’Archambault, Buxières-les-Mines, Gipcy, Saint-Hilaire és Ygrande községekkel határos.

## Népesség
A település népessége az elmúlt években az alábbi módon változott:
| Lakosok száma | 403  | 273  | 269  | 294  | 275  | 265  | 266  | 272  | 270  | 266  |
|               | 1968 | 1982 | 1990 | 2006 | 2013 | 2015 | 2017 | 2019 | 2020 | 2022 |